# えびす祭り (徳島市)
えびす祭り（えびすまつり）は、徳島県徳島市通町の事代主神社を中心とした一帯で毎年1月9日から1月11日の3日間に渡って行われる祭りである。通称「おいべっせん」、「えべっさん」。とくしま市民遺産選定。

## 概要
1月10日の本祭を中心に、1月9日の宵エビス、1月11日の残りエビスと3日間に渡って徳島市通町で行われる。
県内外から多くの観光客で賑わい、通町2丁目・3丁目を中心に両国本町商店街や国道438号（新町橋通り）沿い等に多くの露店が立ち並ぶ。
また阿波十郎兵衛座による人形浄瑠璃「えびす舞」や「七福神パレード」、植木市等のイベントもある。

## 歴史
明治初期まで事代主神社は八万村の夷山（現在の八万町夷山）にあったが、参詣客で大にぎわいのため、近くの田園が踏み荒れたりする事もあった。その後、歴史史実の文献として、明治5年に名東県参事井上高格が当地に移転した。昭和の太平洋戦争の際、徳島市内が空爆による全土焼け野原となり、蛭子神社もその当時罹失したが、その際 御神体を時の門番・宮司 佐藤氏により眉山へと非難し、その献身な奉公より戦後当地（現在の通町）再建され、「えべっさん」祭りも再開された。事代主命・父である大国主命 を祀る「商売繁盛」金運、良縁、家内安全の神社として令和の現在に至る。

## 交通
- 事代主神社へのアクセスはJR徳島駅より徒歩約10分。